# 1072
| 1072               |
| ------------------ |
| Dødsfald - Fødsler |
|                    |

| Gregoriansk kalender | 1072 MLXXII             |
| Ab urbe condita      | 1825                    |
| Armensk kalender     | 521 ԹՎ ՇԻԱ              |
| Kinesiske kalender   | 3768 – 3769 辛亥 – 壬子 |
| Etiopisk kalender    | 1064 – 1065             |
| Jødisk kalender      | 4832 – 4833             |
| Hindukalendere       |                         |
| - Vikram Samvat      | 1127 – 1128             |
| - Shaka Samvat       | 994 – 995               |
| - Kali Yuga          | 4173 – 4174             |
| Iransk kalender      | 450 – 451               |
| Islamisk kalender    | 464 – 465               |

Konge i Danmark: Svend 2. Estridsen 1047-1074
Se også 1072 (tal)

## Dødsfald
- 15. december – Alp Arslan, anden sultan af seljukkernes dynasti i Persien og barnebarn af Seljuk, som grundlagde dynastiet.